# Max Eiberger
Max Eiberger (* 25. September 1908 in Rosenheim; † 7. November 1994 in Nürnberg) war ein deutscher Fußballspieler.

## Karriere
Eiberger wurde 1908 als Sohn des Formers Rudolf Eiberger und dessen Frau Therese, geb. Schuster, geboren. Er wuchs bis 1913 in Augsburg auf, danach zog seine Familie in den Augsburger Vorort Göggingen. Zunächst betrieb er Turnen und Leichtathletik; erst mit 14 Jahren erlaubte ihm sein Vater, beim SV Göggingen Fußball zu spielen. 1925 schloss er sich dem TSV Schwaben Augsburg an, der zu dieser Zeit zur süddeutschen Fußballelite zählte. Anlässlich der Gründung der Gauliga Bayern wechselte Eiberger 1933 zum fünffachen Fußballmeister 1. FC Nürnberg. Der Club war in der abgelaufenen Spielzeit enttäuschend nur Dritter der süddeutschen Meisterschaft geworden und versprach sich vom 25-jährigen ballsicheren Stürmer mehr Angriffsschwung. Eibergers bevorzugte Position wurde die rechte Angriffsseite. Sein erstes Spiel für den Club bestritt Eiberger Pfingsten 1933 bei einem Freundschaftsspiel gegen Alemannia Aachen.
Bereits nach einem Jahr stand er im Endspiel um die deutsche Meisterschaft 1934. Die Nürnberger mit Eiberger auf der halbrechten Angriffsseite verloren jedoch mit 1:2 gegen Schalke 04. 1935 erreichte der 1. FC Nürnberg das erste Endspiel um den deutschen Fußballpokal (Tschammerpokal) und trug sich als erster Verein in die Liste der deutschen Pokalsieger ein. Eiberger war beim 2:0-Sieg über Schalke 04 wie gewohnt als halbrechter Stürmer aufgeboten worden und erzielte den 1:0-Führungstreffer. In der Saison 1935/36 erkämpfte sich der 1. FC Nürnberg seine sechste Fußballmeisterschaft. Am 21. Juni 1936 hieß die Endspielpaarung 1. FC Nürnberg – Fortuna Düsseldorf, und nach Verlängerung siegten die Franken mit 2:1. Halbrechtsstürmer Eiberger erzielte nach dem 0:1-Rückstand den Ausgleichstreffer. Für den Meisterschaftsgewinn erhielt Eiberger eine Prämie von 150 Mark. Ein Jahr später erreichte Nürnberg erneut das Meisterschafts-Endspiel, unterlag jedoch gegen den ewigen Rivalen Schalke 04 trotz Eibergers Mitwirken mit 0:2. Am zweiten Pokalsieg der Nürnberger war Eiberger maßgeblich beteiligt. Der 1. FC Nürnberg traf am 28. April 1940 im Endspiel auf den SV Waldhof Mannheim und gewann durch zwei Tore seines Halbrechten Eiberger mit 2:0.
Es war der letzte Titelgewinn des inzwischen 32-jährigen Eiberger. Den Neubeginn des deutschen Fußballs nach dem Zweiten Weltkrieg erlebte er nicht mehr als aktiver Fußballspieler. In seiner Bilanz für den 1. FC Nürnberg konnte er auf 339 Pflichtspiele, eine Meisterschaft und zwei Pokalsiege zurückblicken. Er nutzte seine Kenntnisse, die er sich als Fahrzeugprüfer bei der Stadt Nürnberg bereits vor Kriegsbeginn erworben hatte, um eine eigene Autoreparaturwerkstatt zu eröffnen. Für den 1. FC Nürnberg war er als Talentsucher tätig.

## Erfolge
- Deutscher Meister 1936
- Tschammerpokal-Sieger 1935, 1939